# 도곡재
도곡재(陶谷齋)는 대한민국 대구광역시 달성군 하빈면 묘리에 있는 조선시대의 건축물이다. 1974년 12월 10일 경상북도의 유형문화재 제49호로 지정되었다가, 1995년 5월 12일 대구광역시의 유형문화재 제32호로 재지정되었다.

## 개요
도곡재는 학생들의 공부를 위해 사용되던 집이다.
처음에는 조선 정조 2년(1778)에 대사성인 서정공 박문현이 살림집으로 세운 건물이나, 정조 24년(1800) 경에 도곡 박종우의 공부방으로 사용되면서 그의 호를 따서 도곡재라는 이름을 붙였다.
앞면 4칸·옆면 1칸 규모이며, 후대에 퇴칸을 달고 대청을 넓혀 누(樓)처럼 꾸몄다.
도곡재는 태백산지역 살림집의 일반적인 구조를 가지고 있는 소박한 건물이다.

## 참고 자료
- 도곡재 - 국가유산청 국가유산포털